# 童家镇 (大竹县)
童家乡，是中华人民共和国四川省达州市大竹县下辖的一个乡镇级行政单位。

## 行政区划
童家乡下辖以下地区：
街道社区、童家村、天星寨村、印盒村、玉竹村、河角丘村、高坪寨村、梅子村、八一村、罗家坝村、团结村和任家村。